# Bayesiánus statisztika
A bayesiánus statisztika egy olyan elmélet a statisztika területén, amely a valószínűség bayesiánus értelmezésén alapszik, ahol a valószínűség egy esemény előfordulásának hiedelem-mértékét fejezi ki.
A hiedelem mértéke alapulhat az eseményről szerzett előzetes tudáson (ilyen lehet például egy előzetes kísérlet eredménye), vagy akár az eseménnyel kapcsolatos személyes hiedelmeken, elvárásokon. Ez eltér számos más valószínűségről alkotott interpretációtól, mint például a frekventista interpretációtól, amely a valószínűséget úgy tekinti, mint egy esemény relatív gyakoriságának a határértéke számos próbát követően.
A bayesiánus statisztikai eljárások a Bayes-tételt használják arra, hogy kiszámolják és frissítsék a valószínűségi mutatókat miután új adatokra tesznek szert. A Bayes-tétel egy esemény feltételes valószínűségének leírására egyaránt használ fel adatokat, az eseményről szerzett előzetes tudást, meggyőződéseket és feltételeket. A bayesiánus következtetésben például a Bayes-tétel felhasználható egy valószínűség-eloszlás vagy egy statisztikai modell paramétereinek megjóslására is. Mivel a bayesiánus statisztika a valószínűséget egy hiedelem-mértékként kezeli, ezért a Bayes-tétel felhasználható arra is, hogy közvetlen módon jelöljünk meg egy olyan valószínűségi eloszlást, amely számszerűen meghatározhat adott paramétereket.
A bayesiánus statisztikai eljárás Thomas Bayesről kapta a nevét, aki a Bayes-tétel egy specifikus esetét írta le és publikálta 1763-ban. Az 1700-as évek végén, 1800-as évek elején Pierre-Simon Laplace kifejlesztette a valószínűség bayesiánus interpretációját. Laplace számos statisztikai feladvány megoldására használt olyan módszereket, amelyeket ma már bayesiánus módszereknek neveznénk. Számos bayesiánus módszert dolgoztak ki további szerzők is, ám az elnevezés, amely ezt a módszert jelölte a köznyelvben csupán az 1950-es években terjedt el. A 20. század túlnyomó részében a bayesiánus módszereket szkeptikusan fogadták a statisztikával foglalkozó szakemberek, elméleti és gyakorlati megfontolásból egyaránt. A legtöbb bayesiánus módszer számtalan számítás igényelt, és ekkor még a kor legelterjedtebb módszere frekventista interpretációkon alapult. Az egyre jobb teljesítményű számítógépek, illetve az olyan új algoritmusok, mint az MCMC (Markov chain Monte Carlo) elterjedésével a bayesiánus módszerek egyre nagyobb népszerűségnek örvendenek a 21. századi statisztikában.

## Bayes-tétel
A Bayes-tétel a bayesiánus statisztikai eljárások alappillére. Mivel a bayesiánus statisztikában a valószínűségek hiedelem-mértékek, ezért az új adatok megszerzése után a bayesiánus módszerek a Bayes-tétel alapján frissítik a valószínűségeket. Két esemény (A és B) esetén az A feltételes valószínűsége (feltéve, hogy B igaz) a következő módon írható le:
P(A│B)= {\textstyle {\operatorname {\!} P(B|A)P(A) \over \operatorname {\!} P(B)}}, ahol P(B) ≠ 0. Bár a Bayes-tétel alapvetően a valószínűségszámítás egy származtatott eredménye, mégis specifikus interpretációja van a bayesiánus statisztikában. A fent leírt egyenletben az A általában egy feltételezést reprezentál (például az a feltételezés, miszerint egy feldobott érem az esetek felében mindig fejet fog mutatni, miután leesik), míg a B a bizonyítékot képviseli, vagy azon új adatokat, amiket újfent figyelembe kell venni a kiértékelés előtt (például egy érmefeldobás-sorozat eredménye). A P(A) az előzetes valószínűsége az A eseménynek, amely kifejezi az egyén hiedelmét, meggyőződését az A eseményről, mielőtt bármilyen bizonyítékot figyelembe venne. A P(B│A) az a valószínűségi (likelihood) függvény, ami úgy is értelmezhető, mint az a feltételes valószínűség, amely megadja a B bizonyítékok valószínűségét (probability), feltéve, ha A is bekövetkezik. A valószínűség (likelihood) számszerűsíti azt a tartományt, amelyben a B bizonyíték alátámasztja az A feltételezést. A P(A│B) az utólagos valószínűség, vagyis A feltételezés valószínűsége abban az esetben, amikor már a B bizonyítékot is számításba vettük. Lényegében tehát a Bayes-tétel frissíti/felülírja az egyén előzetes meggyőződését (P(A)), miután figyelembe vette az új B bizonyítékot.
A P(B) bizonyíték valószínűsége kiszámítható a teljes valószínűség tétel (law of total probability) segítségével. Ha a {A1, A2, ... , An} halmaz a teljes eseménytér egy részhalmaza, akkor
P(B) = P(B│A1)P(A1) + P(B│A2)P(A2) + ... + P(B│An)P(An) = {\textstyle \sum _{i}} P(B│Ai)P(Ai).
Amikor végtelen mennyiségű kimenettel dolgozunk, szükségszerűvé válik, hogy az összes lehetséges kimenet fölött integráljuk ezeket ahhoz, hogy a P(B)-t kiszámoljuk a teljes valószínűség tétel segítségével. Gyakran azonban a P(B) kiszámítása túlságosan bonyolultnak bizonyulhat, ugyanis ez maga után vonná számtalan integrált összeadását, és ezek kiértékelése egy igen időigényes folyamat lenne. Ebből kiindulva a P(B) kiszámításához gyakran csak az előzetes valószínűség (probability) és a likelihood végtermékét veszik figyelembe, ugyanis a bizonyítékok nem változnak meg az analízis során. Az utólagos valószínűség arányos az így kapott szorzattal: P(A│B)∞P(B│A)P(A).
A maximum a posteriori, amely az utólagos valószínűség módusza (leggyakrabban előforduló elem) ugyanannyi marad. Az utólagos valószínűség hozzávetőlegesen megjósolható anélkül is, hogy tudnánk a P(B) pontos értékét. Ez olyan módszerek segítségével lehetséges, mint például a Markov chain Monte Carlo (MCMC) vagy a variációs bayesiánus eljárás.

## A bayesiánus statisztika módszereinek áttekintése
Az általánosan használt statisztikai eljárások különböző csoportokba oszthatóak és legtöbbjüknek megvan a bayesiánus megfelelője is.

### Bayesiánus következtetés
A bayesiánus következtetés alapkoncepciója a statisztikai következtetéshez hasonló elvekből indul ki. A statisztikai következtetés során a következtetések bizonytalanságának mértéke a valószínűség számszerűsítésével határozható meg. A hagyományos frekventista következtetésekben a modell paraméterei és hipotézisei előre rögzítettek. A frekventista következtetésekben a valószínűségek nincsenek hozzárendelve a paraméterekhez vagy a hipotézisekhez. A mélyebb megértés érdekében vegyük figyelembe a következő példát: a frekventista statisztikában nem lenne értelme közvetlen módon hozzárendelni egy eseményhez annak valószínűségét, ha tudjuk, hogy az az esemény csak egyszer fordulhat elő (például egyetlen érmefeldobás eredménye). Ugyanakkor azt érdemes megjegyezni, hogy minél többször ismételjük meg az érmefeldobást, az eredményeink annál jobban fognak az 50%-os (fele-fele) arányhoz közelíteni.
A statisztikai modellek meghatároznak néhány statisztikai feltételezést és folyamatot, amelyek a minta adatainak generálásának módjából adódnak. Ezen statisztikai modelleknek számos paramétere van, amelyek módosíthatóak. Az érmefeldobós példánknál maradva: az érme feldobásának kimenete felfogható úgy, mint egy Bernoulli-eloszlást követő minta, amely két lehetséges kimenetet modellez. A Bernoulli-eloszlásnak egyetlen paramétere van, amely megfeleltethető az egyik lehetséges kimenetel valószínűségének (pl. az esetek többségében annak a valószínűsége, hogy fejet kapunk eredménynek). A bayesiánus következtetés során az adatok elemzéséhez kulcsfontosságú egy megfelelő modell kidolgozása. Az esetek többségében a modellek csak megközelítik a valós folyamatot, de nem vesznek figyelembe bizonyos tényezőket, amelyek befolyásolhatják az adatokat. A bayesiánus következtetésekben a valószínűség hozzárendelhető adott modellek paramétereihez, a paraméterek pedig random változóként is kifejezhetőek. A bayesiánus következtetések új bizonyítékok begyűjtését követően a Bayes-tétel segítségével frissítik/aktualizálják a valószínűségi mutatókat.

### Statisztikai modellezés
A statisztikai modellek bayesiánus statisztika felhasználásával történő kialakításánál meg kell határozni az ismeretlen paraméterek előzetes valószínűségét. Ugyanakkor a bayesiánus hierarchikus modellekben az előzetes valószínűségi eloszlás paramétereinek is lehetnek előzetes valószínűségi eloszlásai. Abban az esetben pedig, amikor az előzetes valószínűségek eloszlásai valamilyen módon kapcsolódnak egymáshoz, Bayesiánus hálózatokról beszélünk.

### Kísérleti elrendezések
A  bayesiánus kísérleti elrendezések figyelembe veszik az előzetes meggyőződések befolyásoló hatásainak koncepcióját. Ez a megközelítés szekvenciális elemzési technikák felhasználásával  építi be az előző kísérletek kimeneteleit a következő kísérleti elrendezés kialakításába. Ez úgy valósulhat meg, hogy az elemzés folyamatosan frissíti/aktualizálja a meggyőződés előzetes és utólagos valószínűségi eloszlását. Ezáltal a kísérleti elrendezés a különböző erőforrásokat megfelelő módon tudja felhasználni (ld. Multi-armed bandit problem).

### Statisztikai ábrázolás
A statisztikai ábrázolás során feltáró jellegű adatelemzést, vagy modell validációt végezhetünk. Az újszerű számítógépes eljárások elterjedése a bayesiánus következtetésekben (ld. Markov chain Monte Carlo) szükségszerűvé tették azt, hogy valamilyen módon (legtöbbször vizualizáció segítségével) ellenőrizzük ezen eljárások validitását az utólagos valószínűségi eloszlások kifejezését illetően.

## Fordítás
- Ez a szócikk részben vagy egészben  a   Bayesian statistics című angol Wikipédia-szócikk ezen változatának fordításán alapul.  Az eredeti cikk szerkesztőit annak laptörténete sorolja fel. Ez a jelzés csupán a megfogalmazás eredetét és a szerzői jogokat jelzi, nem szolgál a cikkben szereplő információk forrásmegjelöléseként.